# Hartvig Frisch
Hartvig Marcus Frisch (født 17. januar 1893 i Hillerød, død 11. februar 1950 i København) var en dansk socialdemokratisk politiker; undervisningsminister i regeringen Hans Hedtoft I. Han var uddannet klassisk filolog.
Hartvig Frisch var født i Hillerød som søn af skolebestyrer Aage Viggo Frisch og hustru Anna Iversen.

## Karriere
Han gennemførte som undervisningsminister retskrivningsreformen i 1948, der blandt andet medførte indførelsen af "å" i stedet for "aa" og ændrede staveformer som "kunde", "skulde" og "vilde", til "kunne", "skulle" og "ville", samt indførte små begyndelsesbogstaver i navneord.
Han efterlod sig en lang række af værker om antikkens samfund, og også samtidshistorie i form af sin analyse af bolsjevismen, fascismen og nazismen i sin bog Pest over Europa fra 1933, hvor han advarede mod den voksende mentalitet af diskriminering af mennesker baseret på race og kulturel baggrund. Mest kendt er han for sin definition af kultur: "Kultur er vaner" og definitionen af besættelsestidens stikkerlikvideringer, som han trods en flodbølge af protester kaldte og mange gange gentog: "Mord". Per Stig Møller redegør fyldigt for denne debat i "Sommeren ´45"[kilde mangler]. Debatten var stærkt medvirkende til af Frisch ikke blev genvalgt ved valget i 1945. Han kom dog hurtigt ind, da den valgte socialdemokrat trak sig kort efter valget. (Se herom Per Stig Møller s. 473).

## Anden verdenskrig
Allerede i efteråret 1940 måtte Frisch trække sig som socialdemokraternes politiske ordfører, efter at have angrebet de danske nazister fra Folketingets talerstol. Han støttede alligevel regeringens samarbejdspolitik, og deltog ikke i modstandsbevægelsen. I august 1945 deltog han i en radiosendt samtale med Karl Bjarnhof, hvor Frisch kritiserede modstandsbevægelsens optræden lige efter befrielsen, som mindede ham om fascisternes i 1930'ernes Italien, da de kørte rundt og arresterede folk uden hensyn til lov og ret. Bjarnhof spurgte så, hvad han syntes om stikkerdrabene under besættelsen. Frisch svarede: "Hvis jeg havde siddet som medlem af Frihedsrådet på det tidspunkt i efteråret 1943, da man for første gang alvorligt overvejede at ty til mord, og det var jo mord..." "Nej!" udbrød Bjarnhof, men Frisch fortsatte: "Man må sige, at den måde, det foregik på, var det vi på dansk kalder mord. Hvis jeg havde været med ved disse overvejelser, ville jeg absolut have stemt for, at man lod være. Jeg ville have erkendt de farer, som var forbundet med disse hæslige individer, angiverne, men mit argument ville have været, at ved selv at slå ind på den vej, lagde man sig helt åben for en terroraktion fra tyskerne, som var hæmningsløs." – Programmet blev sendt 25.august 1945, kun fire dage før den store mindehøjtidelighed og begravelse af faldne kammerater i Ryvangen, og udløste en af efterkrigstidens voldsomste debatter. For modstandsbevægelsens medlemmer lød det, som om de pludselig med tilbagevirkende kraft blev udpeget som mordere. En højesteretsdommer støttede dem i, at likvideringerne juridisk set kunne opfattes som nødværge. Tre medlemmer af "L-grupperne" aftalte et møde med Frisch, der sagde: "Det er en strid om et ord. Jeg burde måske nok have sagt likvidering. Men det, der foregik, var alligevel noget andet, end når soldater ude på slagmarken bliver dræbt i åben og ærlig kamp." "Vil De dermed betegne vor kamp som uærlig?" "Nej, men ved hæderlig kamp forstår man nu engang åben krig," svarede Frisch. "Betragter De os som mordere?" "Nej," sagde Frisch, "men jeg hævder, at fremgangsmåden var forkert, og kostede altfor meget." 

### Af Hartvig Frisch
- Hartvig Frisch (1924) Platons Stat
- Hartvig Frisch (1928) Europas Kulturhistorie
- Hartvig Frisch (1946) Cicero's Fight for the Republic
- Hartvig Frisch (1932) Sokrates domfældelse og død
- Hartvig Frisch (1933), Pest over Europa. Bolschevisme — Fascisme — Nazisme, København, Wikidata  Q104629607
- Hartvig Frisch (1944), Magt og Ret i Oldtiden, vol. 1, København: Fremad, Wikidata  Q104629564

### Om Hartvig Frisch
- Niels Finn Christiansen (1993). Hartvig Frisch - Mennesket og politikeren. En Biografi. Christian Ejlers' Forlag.
- Niels Finn Christiansen (1999). Den politiske ordfører. Hartvig Frisch 1935-1940. Christian Ejlers' Forlag.
- Lars Friis Olsen (2008). Slet og ret : Hartvig Frisch og modstandsbevægelsen. Attika.
- Per Stig Møller (2019): Sommeren '45. Fra overmod til mismod. Kristeligt Dagblads Forlag (navnlig s. 330-69 Kapitel IX - Sensommerens varme emne: Stkkerlikvideringerne)